# Formosia glorificans
Formosia glorificans là một loài ruồi trong họ Tachinidae.